# حماد بن أبي حنيفة
حَمَّاد بن أبي حنيفة النُّعمان بن ثابت الكُوفي الحنفي، هو أبو إسماعيل حماد بن أبي حنيفة النعمان، تفقه على أبيه وأفتى في زمانه، وهو من طبقة أبي يوسف ومحمد بن الحسن والحسن بن زياد. تُوفّي في شهر ذي القعدة، سنة ست وسبعين وَمِائَة للهجرة.
جاء في كتاب «الفوائد البهية في تراجم الحنفية»: «وكان الغالب عليه الورع والزهد واستقضى على الكوفة بعد القاسم بن معين الكوفي تلميذ أبي حنيفة». وقال الذهبي في كتابه «ذيل ديوان الضعفاء والمتروكين»: «حماد بن أبي حنيفة: عن أبيه وغيره، ضعفه ابن عدي، وله نسخة مروية».